# Estação Bockstael
Bockstael é uma estação da linha 6 (antiga linha 1A) do Metropolitano de Bruxelas.

| Oeste ou norte                    |  |              |  | Leste ou Sul                     |
| --------------------------------- |  | ------------ |  | -------------------------------- |
| Stuyvenbergh sentido Roi Baudouin |  | Linha 6 (en) |  | Pannenhuis sentido Elisabeth (d) |
| editar no Wikidata                |  |              |  |                                  |